# Pusaka
Pusaka is het derde studioalbum van de latin rock-band Massada. Het werd in juni 1980 uitgebracht en is tevens het eerste album in de bezetting met gitarist Rudy de Queljoe, bassist Turu Leerdam en toetsenist Lino Emerenciana. De Queljoe schreef (mee aan) een aantal nummers voor dit album waaronder de nr.1-hit Sajang é en Discrime dat een reactie was op het discriminerende beleid van een discotheek waar de band geweigerd werd. In Mother Of My Origine / Ibu Dari Adzal-ku is percussionist Zeth Mustamu (de latere predikant van de Molukse Evangelische Kerk) als zanger te horen.

## Tracklijst

### Kant A
1. Tumbu (1:40)
2. Akar Bahar (4:50)
3. Discrime (3:17)
4. Feelin' Lonely (6:32)

### Kant B
1. I Never Had A Love Like This Before (6:18)
2. Mother Of My Origine / Ibu Dari Adzal-ku (4:30)
3. Toto Buang Tomah (1:30)
4. Sajang é (4:12)